# Le Mystère de Marie Roget
Pour les articles homonymes, voir Roget.
Le Mystère de Marie Roget (The Mystery of Marie Rogêt) est une nouvelle de l'écrivain américain Edgar Allan Poe, parue en trois parties en novembre 1842, décembre 1842 et février 1843 dans le Ladies' Companion et traduite en français par Charles Baudelaire pour le recueil Histoires grotesques et sérieuses. Le nom complet de la nouvelle est Le Mystère de Marie Roget, pour faire suite à Double assassinat dans la rue Morgue : le lien entre les deux nouvelles tient au personnage d'Auguste Dupin qui mène l'enquête sur une affaire qui dépasse les capacités de la police.
L'enquête du Mystère de Marie Roget se base sur l'affaire réelle du meurtre de Mary Cecilia Rogers survenu à New York en 1841. Dans la nouvelle, l'action est transposée à Paris au lieu de New York, et la Seine remplace l'Hudson River où le corps de Mary Rogers a été retrouvé. Edgar Allan Poe joue entre fiction et réalité à plusieurs niveaux : son personnage fictif Auguste Dupin essaie d'entrevoir la vérité sur l'affaire en se basant uniquement sur des coupures de presse réelles, mais les noms réels des journaux sont maquillés. Comme pour Double assassinat dans la rue Morgue, le récit est narré par un ami de Dupin dont l'identité reste inconnue.

## Trame

### Situation initiale
L'intrigue se situe deux ans après Double assassinat dans la rue Morgue. Le corps de Marie Roget a été retrouvé dans la Seine et l'affaire fait grand bruit dans tout Paris. La police ne parvient pas à retrouver le ou les meurtriers et contacte donc Auguste Dupin pour ses talents de déductions qui ont déjà aidé la police parisienne par le passé. Le narrateur rassemble de nombreuses coupures de presse au sujet de l'affaire et les présente à Dupin pour que celui-ci puisse s'instruire sur les détails de l'affaire.
La presse met en avant les idées suivantes au sujet de l'affaire :
- Le cadavre pourrait ne pas être celui de Marie Roget : un cadavre noyé met entre six et dix jours pour remonter à la surface alors que ce cadavre a été retrouvé à la surface de la Seine seulement trois jours après la disparition de Marie.
- La jeune fille retrouvée a dû être victime d'un gang de malfaiteurs.
- Le théâtre du crime a été découvert un mois après la survenue du meurtre sur une rive de la Seine en dehors de Paris, loin des regards.
- D'autres journaux portent leurs soupçons sur l'employeur ou le soupirant de Marie qui s'est suicidé sans explications sur le lieu du crime peu de temps après le meurtre de Marie.

### Démonstration de Dupin
La démonstration de Dupin consiste à critiquer ces principales thèses mises en circulation par la presse :
- Dupin réfute l'idée que le cadavre n'est pas celui de Marie. En considérant que la jeune fille n'a pas été directement noyée mais que son cadavre a seulement été jeté à l'eau, il est normal que son corps soit resté à la surface. Tous les autres éléments laissent bien penser qu'il s'agit du cadavre de Marie.
- Certaines traces aux alentours du lieu du crime montrent que le cadavre a été traîné au sol, or un gang aurait pu soulever le corps sans le traîner : il n'y avait donc qu'un seul meurtrier.
- Une partie de la scène du crime a été maquillée bien après la survenue du meurtre pour laisser croire à une lutte violente impliquant éventuellement un viol en réunion.

Ce faisant, Dupin identifie le meurtrier comme étant un matelot avec qui Marie Roget avait une liaison non officielle :
- La façon dont le corps de la jeune femme a été attaché pour être traîné est typique d'un nœud de marin.
- Marie a été vue pour la dernière fois en présence d'un homme au teint basané près du lieu du crime : ce teint basané serait dû aux séjours en mer de cet homme.
- Le temps écoulé entre une première disparition de Marie (quelques semaines avant l'affaire) et une seconde disparition, correspondant au jour du meurtre, s'accorde avec la durée d'une croisière de la marine militaire.
- L'homme doit avoir un grade supérieur dans la marine car la victime, elle-même d'un certain rang social, ne se serait pas laissée séduire par un simple matelot.
- Dupin identifie cet homme avec ce jeune officier de marine connu pour ses goûts de débauche dont le New York Herald, pour des raisons qui sautent aux yeux s'est abstenu de divulguer le nom[1].

La résolution de l'affaire n'est que partielle puisque l'on ne sait pas si l'homme présumé coupable est recherché par la police et reconnu coupable du meurtre de la jeune femme par la justice. La nouvelle se termine sur l'idée que les probabilités sont très fortes que le meurtrier soit l'homme désigné.